# Skigebiet Laterns-Gapfohl
Das Skigebiet Laterns-Gapfohl ist ein Wintersportgebiet in der österreichischen Gemeinde Laterns in Vorarlberg. Das Skigebiet umfasst 27 Pistenkilometer.

## Lage und Umgebung
Das Skigebiet Laterns-Gapfohl befindet sich im Laternsertal, einem Seitental des Alpenrheintales. Es erstreckt sich über den Südwest- und den Südosthang der Nob, eines Berges in der Freschengruppe des Bregenzerwaldgebirges, auf einer Höhe von 1035 m ü. A. bis 1771 m ü. A.
Am Fuße des Skigebietes liegt die Ortschaft Innerlaterns, die zur Gemeinde Laterns gehört. Der Gapfohler Falben, der sich zwischen den westlichen und den östlichen Pisten erhebt, ist nicht durch Lifte erschlossen.

## Geschichte

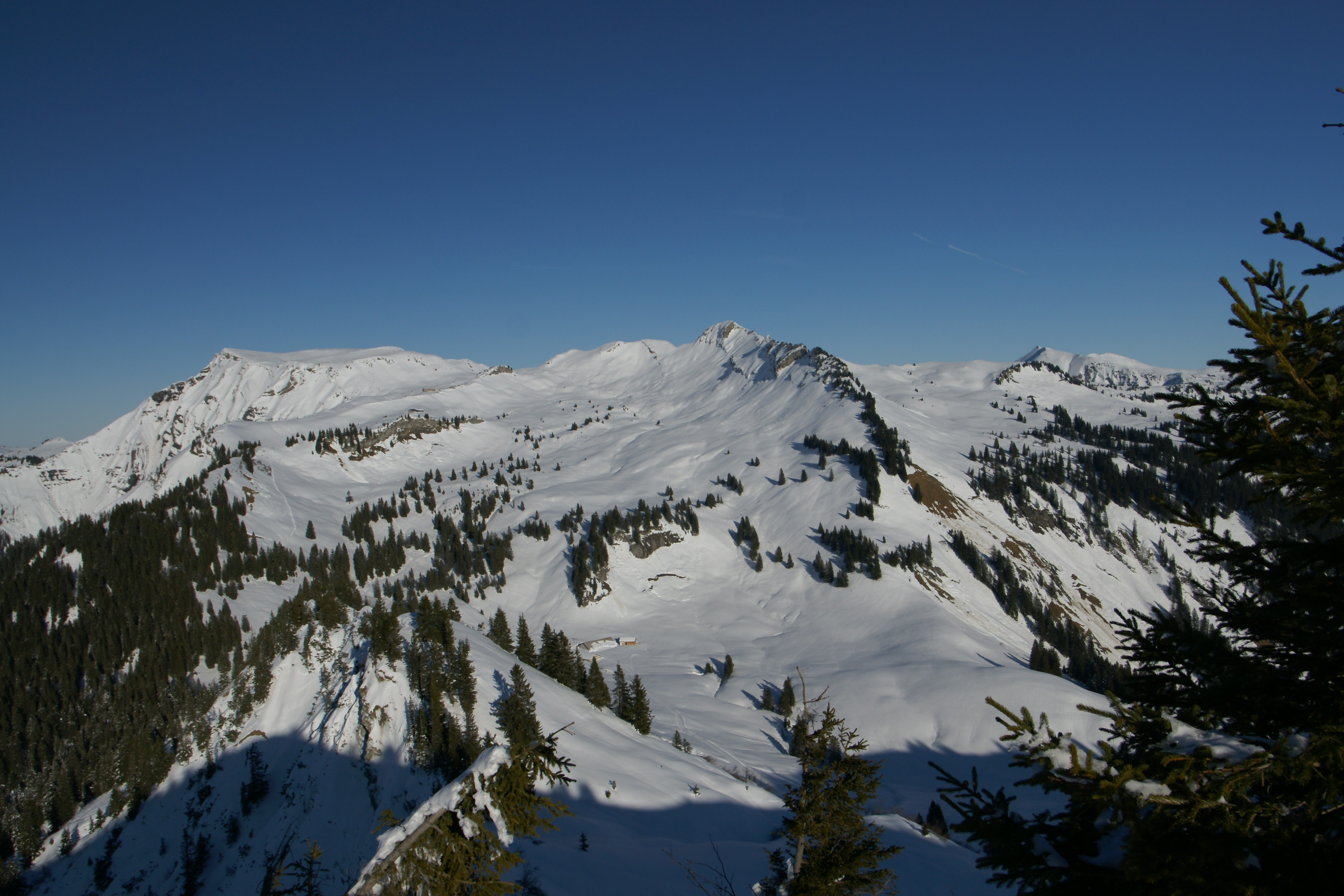
Blick vom heutigen Skigebiet zum Hohen Freschen

Die Erstbesteigung des Hohen Freschen mit Skiern um das Jahr 1905 gilt heute als „erster Meilenstein“ in der Geschichte des Skisports in der Region. Im Winter 1925/26 pachtete die neugegründete Skiriege des großdeutschen Turnvereins Rankweil erstmals die Alphütte in Gapfohl, während die drei Jahre später gegründete, politisch konkurrierende Skiriege des christlichsozialen Turnerbundes die Alphütte des Gutshofes Valduna in Furx als Vereinsheim benützte. Beide Vereine erschlossen das Gebiet zwischen Furx und Hohem Freschen für den Wintersport, zu dieser Zeit hauptsächlich in der Disziplin des Skilanglaufes, insbesondere beim jährlich stattfindenden Freschenlauf.
Nach dem Zweiten Weltkrieg entstand an Stelle der früheren an Parteien gebundenen Vereine ein unpolitischer Zusammenschluss von Skifahrern, der seit 1949 den Namen „Schiklub Rankweil“ trägt. Unbekannte hatten die Alphütte Gapfohl im Frühjahr 1945 vollkommen ausgeplündert, andererseits war nach dem Krieg das Inventar der Hütte in Furx noch fast vollständig vorhanden, sodass sich die Aktivitäten vorerst auf dieses Gebiet konzentrierten. Erst 1950 wurde auch die Gapfohlalpe wieder gepachtet. Beginnend mit dem Winter 1955/56 veranstaltete der Verein jährlich den Freschen-Riesentorlauf am Falben, der maßgeblich zu einer steigenden Bekanntheit des Skigebietes beitrug.

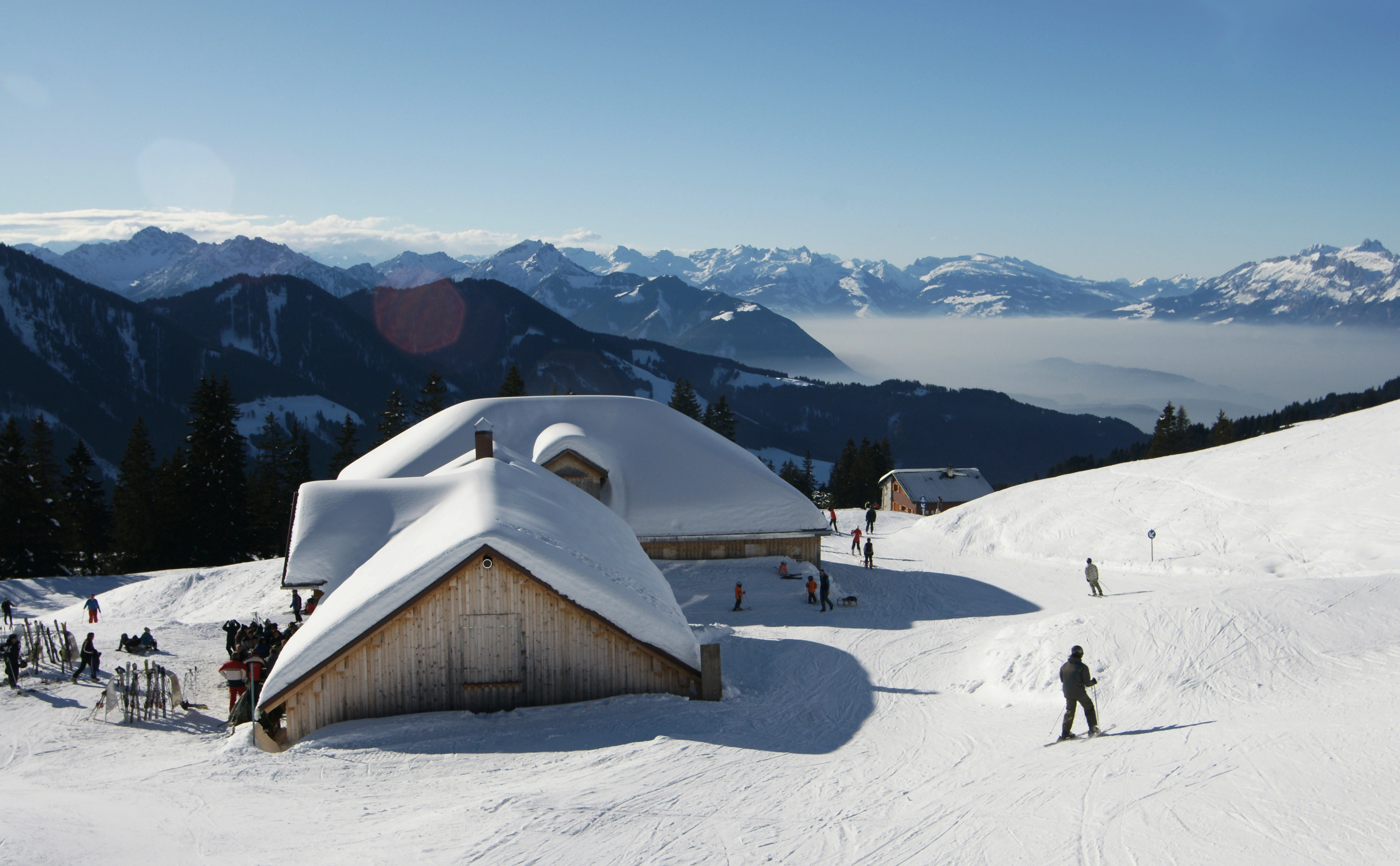
Die beiden heutigen Hütten der Gapfohlalpe und rechts hinten das Schiheim des Schiklubs Rankweil

Die zunehmende Nutzung des Gebietes für den Wintersport und die Schneesicherheit veranlassten den Schiklub, in den Jahren 1961 bis 1965 nahe der Alphütte ein eigenes Vereinsheim zu bauen. Schon im ersten Winter nach dessen Fertigstellung wurden Skikurse angeboten, wobei eine selbstgebaute „Zugseilbahn“ als Lift diente, an deren Seil sich die Skifahrer hochziehen lassen konnten.
Die endgültige Erschließung als touristisches Wintersportgebiet begann 1972 mit dem Bau eines Doppelsessellifts und zweier Schlepplifte. 1977 wurde eine Naturrodelbahn angelegt. Die 1997 eröffnete Sommerrodelbahn ist die Hauptattraktion des Gebietes außerhalb des Winters.

## Lifte und Pisten
Im Skigebiet Laterns-Gapfohl werden insgesamt fünf Liftanlagen betrieben.
| Kennung | Name                 | Art               | Höhe Talstation m ü. A. | Höhe Bergstation m ü. A. | Länge m |
| ------- | -------------------- | ----------------- | ----------------------- | ------------------------ | ------- |
| A       | Gapfohl              | 4er-Sesselbahn    | 1156                    | 1558                     | 1961    |
| B       | Nob                  | 6er-Sesselbahn    | 1366                    | 1771                     | 1539    |
| C       | Fallenboden (links)  | Bügelschlepplift  | 1535                    | 1750                     | 922     |
| C       | Fallenboden (rechts) | Bügelschlepplift  | 1535                    | 1750                     | 922     |
| D       | Übungslift Gapfohl   | Tellerschlepplift |                         |                          | 245     |

Neben den sieben Pisten unterschiedlicher Schwierigkeitsgrade (leicht: 11 km, mittel: 12 km, schwer: 4 km) mit einer Gesamtlänge von 27 Kilometern sind drei Skirouten markiert. Darüber hinaus steht eine vier Kilometer lange Naturrodelbahn zur Verfügung. Weiters werden geführte Schneeschuhwanderungen und zahlreiche Skitouren angeboten.

## Bildergalerie

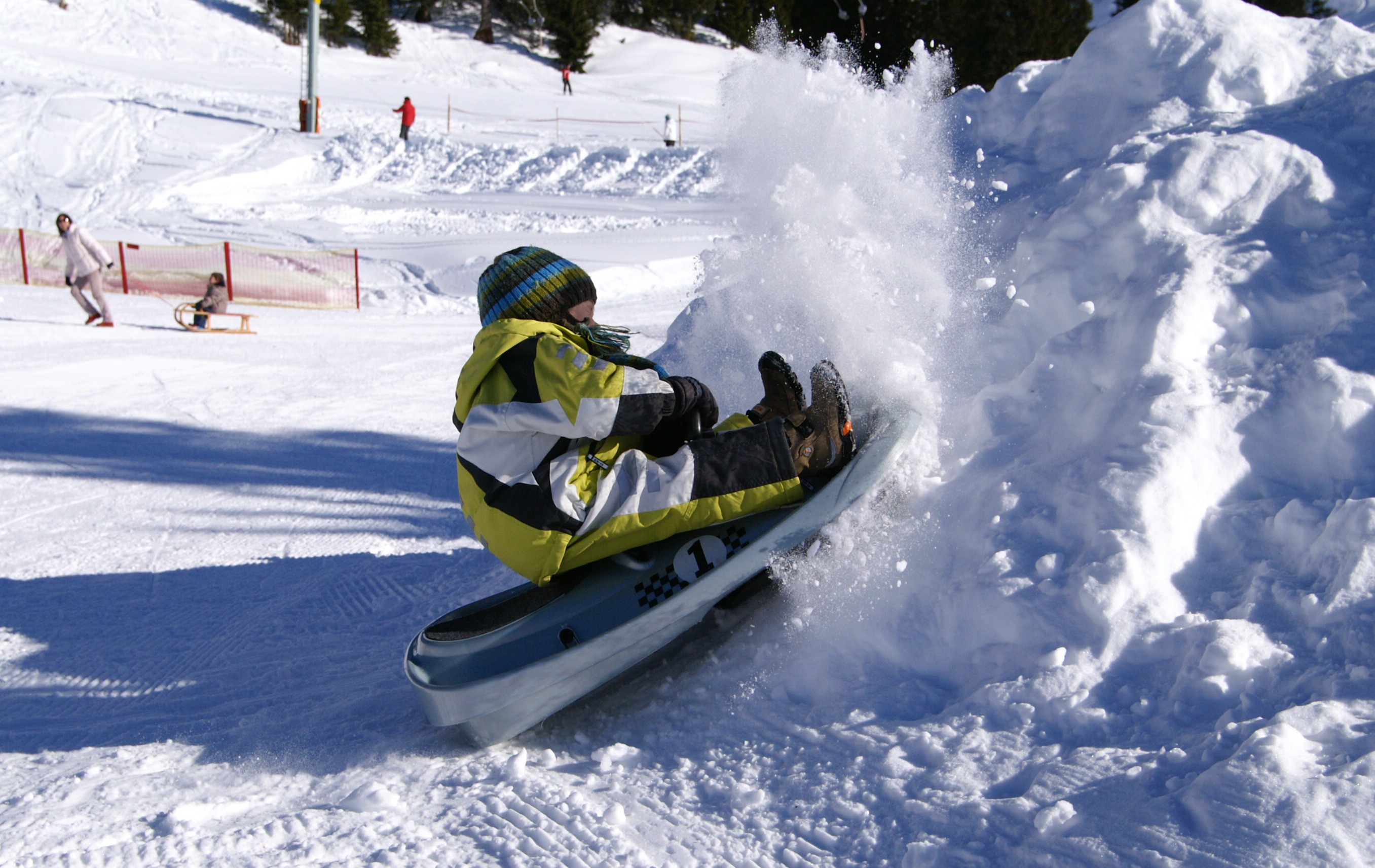
Rodelndes Kind im Skigebiet Laterns-Gapfohl
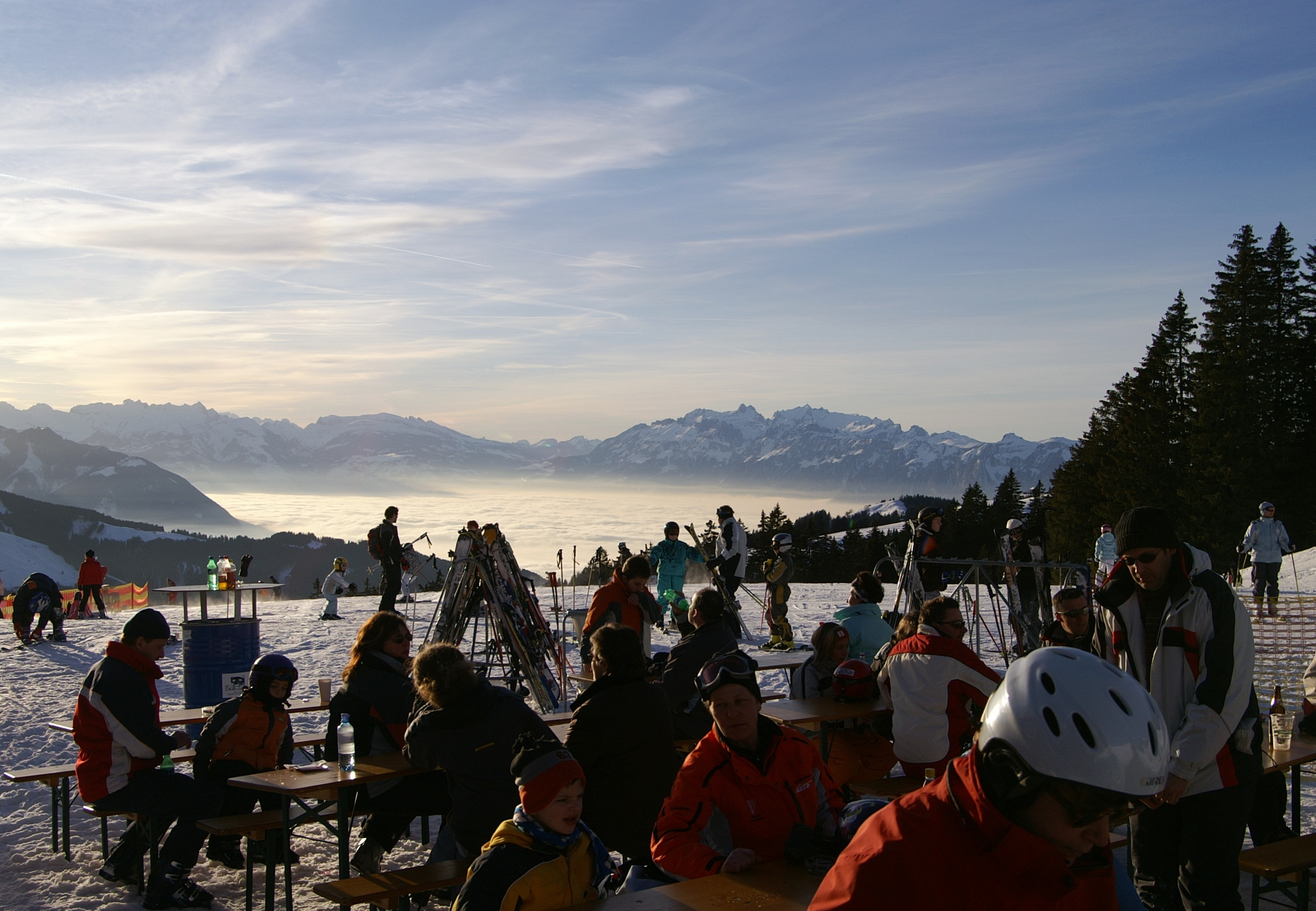
Skigebiet Laterns-Gapfohl: Blick oberhalb vom Berghof über das Rheintal (in Nebel eingehüllt die Orte Rankweil und Feldkirch) im Hintergrund die Schweizer Berge mit dem Alpsteingebirge.
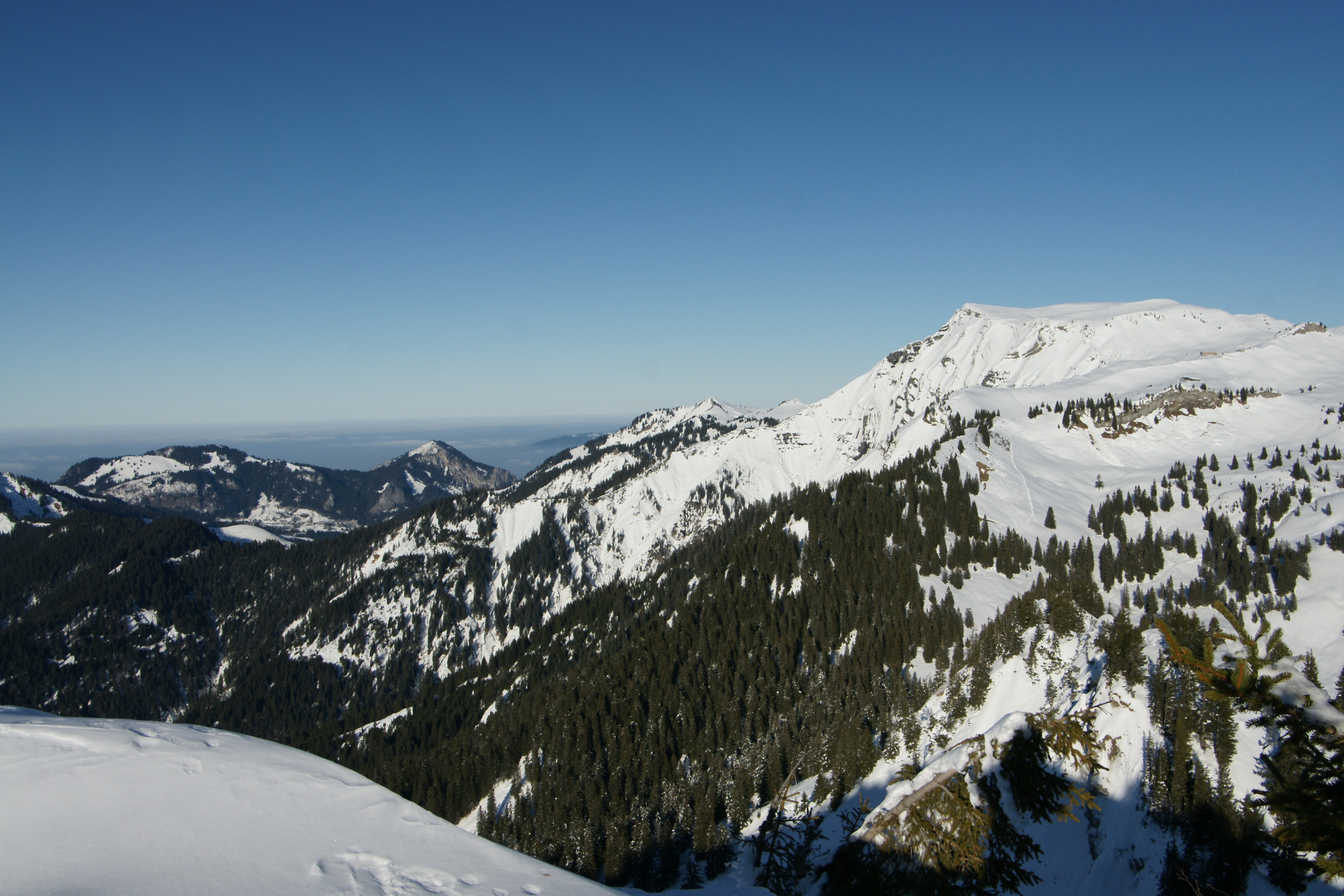
Der Hohe Freschen im Bregenzerwaldgebirge gesehen vom Nob in Laterns-Gapfohl in Vorarlberg.